# Román Torres
Román Aureliano Torres Morcillo (Panama, 20 marzo 1986) è un calciatore panamense, difensore del Cartaginés e della Nazionale panamense, di cui è capitano.

## Carriera

### Club

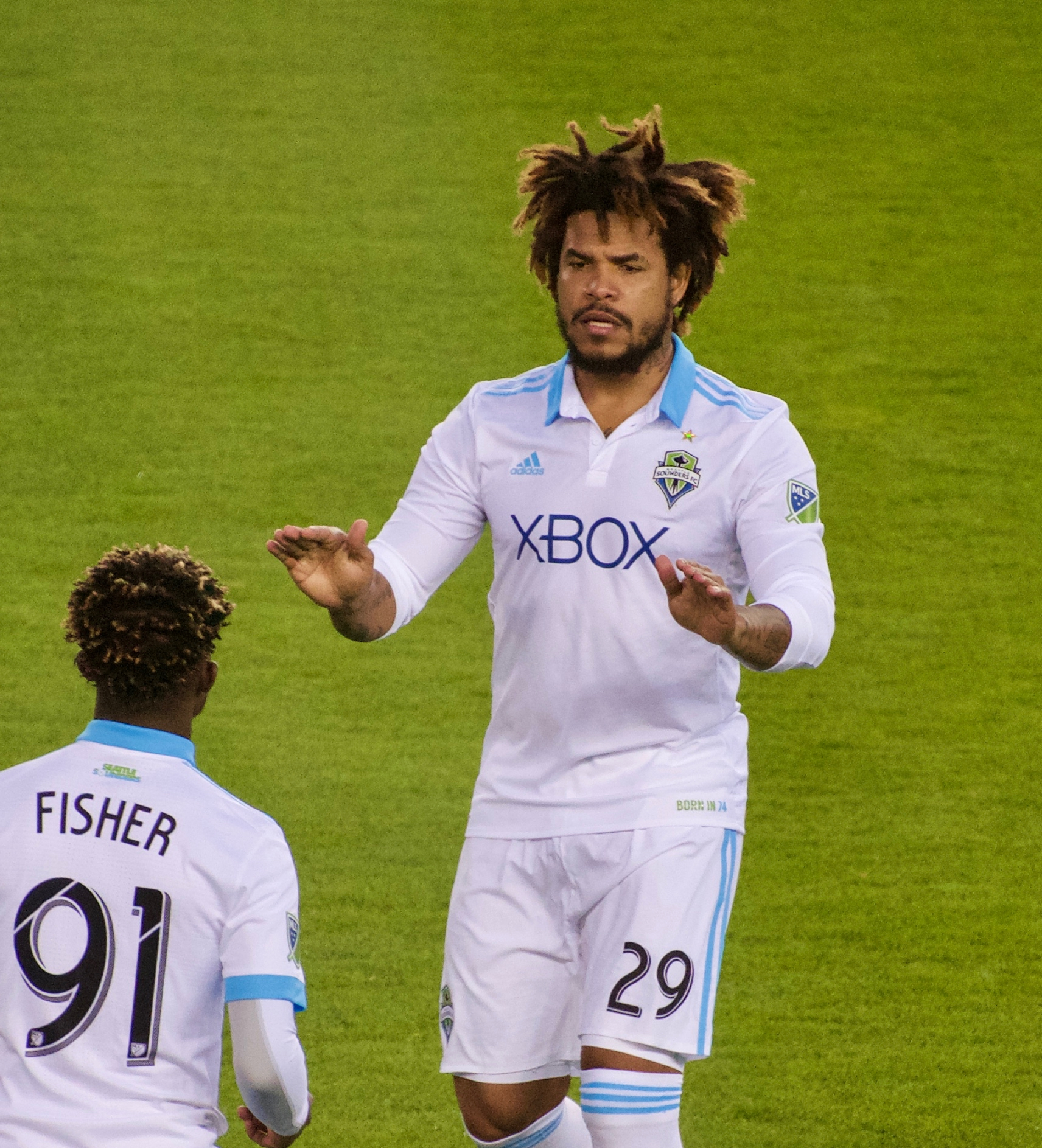
Román Torres con la maglia dei Seattle Sounders FC nel 2017.

Dal 2006 gioca in Colombia, prima al Cortuluá e successivamente nel La Equidad. Dopo altre esperienze in Colombia con le maglie di Atlético Nacional e Millonarios, nel 2015 si trasferisce ai Seattle Sounders, rimediando però un grave infortunio al ginocchio che ne compromette la parte finale della stagione 2015 e quella iniziale del 2016; rientrato a campionato in corso, nella finale di Mls contro Toronto realizza il rigore decisivo che garantisce la vittoria della coppa ai Sounders. L'annata successiva è nuovamente vissuta da protagonista, con la squadra di Seattle che arriva nuovamente in finale, perdendola stavolta sempre contro il team di Sebastian Giovinco. Comincia il 2018 sottotono come tutti i compagni e durante il mondiale subisce un infortunio che lo tiene fuori per le successive giornate. 
Dopo essere passato all'Inter Miami per la stagione 2020, dopo soli sette mesi e cinque presenze, fa ritorno al Seattle Sounders.

### Nazionale
Debutta con la nazionale di calcio panamense nel 2005, partecipando alle CONCACAF Gold Cup 2005 e 2007.
Al minuto 88 di Panama-Costa Rica, disputata a Panama l'11 ottobre 2017, realizza il gol del decisivo 2-1 che regala la vittoria e la qualificazione a Russia 2018 alla sua squadra, prima storica qualificazione alla fase finale dei mondiali di calcio per la nazionale panamense.
Viene convocato per i Mondiali 2018, in cui risulta essere il giocatore più pesante dell'intera competizione, oltre a essere il capitano della selezione centroamericana. Alla fine dei Mondiali (cosa che aveva annunciato già a ottobre 2017) ha lasciato la Nazionale dopo 13 anni. Tuttavia (anche a causa del fatto che 5 suoi compagni avevano lasciato la Nazionale), torna sui suoi passi in settembre in quanto accetta la chiamata del c.t. per l'amichevole contro il Venezuela.

## Statistiche

### Cronologia presenze e reti in nazionale
| Cronologia completa delle presenze e delle reti in nazionale ― Panama | Cronologia completa delle presenze e delle reti in nazionale ― Panama | Cronologia completa delle presenze e delle reti in nazionale ― Panama | Cronologia completa delle presenze e delle reti in nazionale ― Panama | Cronologia completa delle presenze e delle reti in nazionale ― Panama | Cronologia completa delle presenze e delle reti in nazionale ― Panama | Cronologia completa delle presenze e delle reti in nazionale ― Panama | Cronologia completa delle presenze e delle reti in nazionale ― Panama |
| Data                                                                  | Città                                                                 | In casa                                                               | Risultato                                                             | Ospiti                                                                | Competizione                                                          | Reti                                                                  | Note                                                                  |
| --------------------------------------------------------------------- | --------------------------------------------------------------------- | --------------------------------------------------------------------- | --------------------------------------------------------------------- | --------------------------------------------------------------------- | --------------------------------------------------------------------- | --------------------------------------------------------------------- | --------------------------------------------------------------------- |
| 17-7-2005                                                             | Houston                                                               | Sudafrica                                                             | 1 – 1 dts (3 – 5 dtr)                                                 | Panama                                                                | Gold Cup 2005 - Quarti di finale                                      | -                                                                     | 101’                                                                  |
| 18-8-2005                                                             | Città del Guatemala                                                   | Guatemala                                                             | 2 – 1                                                                 | Panama                                                                | Qual. Mondiali 2006                                                   | -                                                                     | 72’                                                                   |
| 8-10-2005                                                             | Panama                                                                | Panama                                                                | 0 – 1                                                                 | Trinidad e Tobago                                                     | Qual. Mondiali 2006                                                   | -                                                                     |                                                                       |
| 12-10-2005                                                            | Washington                                                            | Stati Uniti                                                           | 2 – 0                                                                 | Panama                                                                | Qual. Mondiali 2006                                                   | -                                                                     | 61’                                                                   |
| 7-10-2006                                                             | Panama                                                                | Panama                                                                | 1 – 0                                                                 | El Salvador                                                           | Amichevole                                                            | -                                                                     |                                                                       |
| 29-11-2006                                                            | San Salvador                                                          | El Salvador                                                           | 0 – 0                                                                 | Panama                                                                | Amichevole                                                            | -                                                                     |                                                                       |
| 14-2-2007                                                             | San Salvador                                                          | Costa Rica                                                            | 1 – 0                                                                 | Panama                                                                | Coppa delle nazioni UNCAF 2007 - 1º turno                             | -                                                                     | 75’                                                                   |
| 16-2-2007                                                             | San Salvador                                                          | Panama                                                                | 2 – 0                                                                 | Guatemala                                                             | Coppa delle nazioni UNCAF 2007 - Semifinale                           | -                                                                     |                                                                       |
| 19-2-2007                                                             | San Salvador                                                          | Costa Rica                                                            | 1 – 1 (4 – 1 dtr)                                                     | Panama                                                                | Coppa delle nazioni UNCAF 2007 - Finale                               | -                                                                     |                                                                       |
| 9-5-2007                                                              | Panama                                                                | Panama                                                                | 0 – 4                                                                 | Colombia                                                              | Amichevole                                                            | -                                                                     |                                                                       |
| 8-6-2007                                                              | East Rutherford                                                       | Panama                                                                | 3 – 2                                                                 | Honduras                                                              | Gold Cup 2007 - 1º turno                                              | -                                                                     |                                                                       |
| 10-6-2007                                                             | East Rutherford                                                       | Panama                                                                | 2 – 2                                                                 | Cuba                                                                  | Gold Cup 2007 - 1º turno                                              | -                                                                     |                                                                       |
| 13-6-2007                                                             | Houston                                                               | Messico                                                               | 1 – 0                                                                 | Panama                                                                | Gold Cup 2007 - 1º turno                                              | -                                                                     | 87’                                                                   |
| 22-8-2007                                                             | Panama                                                                | Panama                                                                | 2 – 1                                                                 | Guatemala                                                             | Amichevole                                                            | -                                                                     |                                                                       |
| 9-9-2007                                                              | Houston                                                               | Messico                                                               | 1 – 0                                                                 | Panama                                                                | Amichevole                                                            | -                                                                     |                                                                       |
| 12-9-2007                                                             | Puerto La Cruz                                                        | Venezuela                                                             | 1 – 1                                                                 | Panama                                                                | Amichevole                                                            | -                                                                     | 83’                                                                   |
| 14-10-2007                                                            | Tegucigalpa                                                           | Honduras                                                              | 1 – 0                                                                 | Panama                                                                | Amichevole                                                            | -                                                                     |                                                                       |
| 21-11-2007                                                            | Panama                                                                | Panama                                                                | 1 – 1                                                                 | Costa Rica                                                            | Amichevole                                                            | -                                                                     |                                                                       |
| 1-6-2008                                                              | Fort Lauderdale                                                       | Guatemala                                                             | 0 – 1                                                                 | Panama                                                                | Amichevole                                                            | -                                                                     | 73’                                                                   |
| 4-6-2008                                                              | Fort Lauderdale                                                       | Canada                                                                | 2 – 2                                                                 | Panama                                                                | Amichevole                                                            | -                                                                     |                                                                       |
| 14-6-2008                                                             | Panama                                                                | Panama                                                                | 1 – 0                                                                 | El Salvador                                                           | Qual. Mondiali 2010                                                   | -                                                                     | 55’                                                                   |
| 22-6-2008                                                             | San Salvador                                                          | El Salvador                                                           | 3 – 1                                                                 | Panama                                                                | Qual. Mondiali 2010                                                   | -                                                                     |                                                                       |
| 20-8-2008                                                             | Santa Cruz de la Sierra                                               | Bolivia                                                               | 1 – 0                                                                 | Panama                                                                | Amichevole                                                            | -                                                                     | 61’                                                                   |
| 31-3-2009                                                             | La Chorrera                                                           | Panama                                                                | 4 – 0                                                                 | Haiti                                                                 | Amichevole                                                            | -                                                                     |                                                                       |
| 7-6-2009                                                              | Kingston                                                              | Giamaica                                                              | 3 – 2                                                                 | Panama                                                                | Amichevole                                                            | -                                                                     |                                                                       |
| 28-6-2009                                                             | Cary                                                                  | Honduras                                                              | 2 – 0                                                                 | Panama                                                                | Amichevole                                                            | -                                                                     |                                                                       |
| 5-7-2009                                                              | Oakland                                                               | Panama                                                                | 1 – 2                                                                 | Guadalupa                                                             | Gold Cup 2009 - 1º turno                                              | -                                                                     |                                                                       |
| 9-7-2009                                                              | Houston                                                               | Messico                                                               | 1 – 1                                                                 | Panama                                                                | Gold Cup 2009 - 1º turno                                              | -                                                                     |                                                                       |
| 12-7-2009                                                             | Seattle                                                               | Panama                                                                | 4 – 0                                                                 | Nicaragua                                                             | Gold Cup 2009 - 1º turno                                              | -                                                                     |                                                                       |
| 18-7-2009                                                             | Filadelfia                                                            | Stati Uniti                                                           | 2 – 1 dts                                                             | Panama                                                                | Gold Cup 2009 - Quarti di finale                                      | -                                                                     | 105’                                                                  |
| 3-3-2010                                                              | Barquisimeto                                                          | Venezuela                                                             | 1 – 2                                                                 | Panama                                                                | Amichevole                                                            | 1                                                                     |                                                                       |
| 11-8-2010                                                             | Panama                                                                | Panama                                                                | 3 – 1                                                                 | Venezuela                                                             | Amichevole                                                            | -                                                                     |                                                                       |
| 3-9-2010                                                              | Panama                                                                | Panama                                                                | 2 – 2                                                                 | Costa Rica                                                            | Amichevole                                                            | -                                                                     |                                                                       |
| 7-9-2010                                                              | Panama                                                                | Panama                                                                | 3 – 0                                                                 | Trinidad e Tobago                                                     | Amichevole                                                            | -                                                                     | 90’                                                                   |
| 8-10-2010                                                             | Panama                                                                | Panama                                                                | 1 – 0                                                                 | El Salvador                                                           | Amichevole                                                            | -                                                                     |                                                                       |
| 12-10-2010                                                            | Panama                                                                | Panama                                                                | 1 – 0                                                                 | Perù                                                                  | Amichevole                                                            | -                                                                     |                                                                       |
| 18-11-2010                                                            | Panama                                                                | Panama                                                                | 2 – 0                                                                 | Honduras                                                              | Amichevole                                                            | -                                                                     |                                                                       |
| 18-12-2010                                                            | San Pedro Sula                                                        | Honduras                                                              | 2 – 1                                                                 | Panama                                                                | Amichevole                                                            | -                                                                     |                                                                       |
| 14-1-2011                                                             | Panama                                                                | Panama                                                                | 2 – 0                                                                 | Belize                                                                | Coppa centroamericana 2011 - 1º turno                                 | -                                                                     |                                                                       |
| 16-1-2011                                                             | Panama                                                                | Panama                                                                | 2 – 0                                                                 | Nicaragua                                                             | Coppa centroamericana 2011 - 1º turno                                 | -                                                                     |                                                                       |
| 18-1-2011                                                             | Panama                                                                | Panama                                                                | 2 – 0                                                                 | El Salvador                                                           | Coppa centroamericana 2011 - 1º turno                                 | -                                                                     | 75’                                                                   |
| 22-1-2011                                                             | Panama                                                                | Panama                                                                | 1 – 1 dts (2 – 4 dtr)                                                 | Costa Rica                                                            | Coppa centroamericana 2011 - Semifinale                               | -                                                                     |                                                                       |
| 24-1-2011                                                             | Panama                                                                | Panama                                                                | 0 – 0 dts (5 – 4 dtr)                                                 | El Salvador                                                           | Coppa centroamericana 2011 - Finale 3º posto                          | -                                                                     |                                                                       |
| 25-3-2011                                                             | Panama                                                                | Panama                                                                | 2 – 0                                                                 | Bolivia                                                               | Amichevole                                                            | -                                                                     |                                                                       |
| 29-3-2011                                                             | L'Avana                                                               | Cuba                                                                  | 0 – 2                                                                 | Panama                                                                | Amichevole                                                            | -                                                                     |                                                                       |
| 12-6-2011                                                             | Houston                                                               | Stati Uniti                                                           | 1 – 2                                                                 | Panama                                                                | Gold Cup 2011 - 1º turno                                              | -                                                                     |                                                                       |
| 20-6-2011                                                             | Panama                                                                | Panama                                                                | 1 – 1 dts (5 – 3 dtr)                                                 | El Salvador                                                           | Gold Cup 2011 - Quarti di finale                                      | -                                                                     | 77’                                                                   |
| 22-6-2011                                                             | Houston                                                               | Stati Uniti                                                           | 1 – 0                                                                 | Panama                                                                | Gold Cup 2011 - Semifinale                                            | -                                                                     |                                                                       |
| 3-9-2011                                                              | Panama                                                                | Panama                                                                | 0 – 2                                                                 | Paraguay                                                              | Amichevole                                                            | -                                                                     |                                                                       |
| 7-9-2011                                                              | Managua                                                               | Nicaragua                                                             | 1 – 2                                                                 | Panama                                                                | Qual. Mondiali 2014                                                   | -                                                                     | 19’ (aut.)                                                            |
| 12-10-2011                                                            | Panama                                                                | Panama                                                                | 5 – 1                                                                 | Nicaragua                                                             | Qual. Mondiali 2014                                                   | -                                                                     |                                                                       |
| 1-6-2012                                                              | Panama                                                                | Panama                                                                | 2 – 1                                                                 | Giamaica                                                              | Amichevole                                                            | -                                                                     |                                                                       |
| 8-6-2012                                                              | San Pedro Sula                                                        | Honduras                                                              | 0 – 2                                                                 | Panama                                                                | Qual. Mondiali 2014                                                   | -                                                                     |                                                                       |
| 12-6-2012                                                             | Panama                                                                | Panama                                                                | 1 – 0                                                                 | Cuba                                                                  | Qual. Mondiali 2014                                                   | -                                                                     |                                                                       |
| 15-8-2012                                                             | Loulé                                                                 | Portogallo                                                            | 2 – 0                                                                 | Panama                                                                | Amichevole                                                            | -                                                                     | 44’                                                                   |
| 7-9-2012                                                              | Toronto                                                               | Canada                                                                | 1 – 0                                                                 | Panama                                                                | Qual. Mondiali 2014                                                   | -                                                                     |                                                                       |
| 12-9-2012                                                             | Panama                                                                | Panama                                                                | 2 – 0                                                                 | Canada                                                                | Qual. Mondiali 2014                                                   | -                                                                     |                                                                       |
| 13-10-2012                                                            | Panama                                                                | Panama                                                                | 0 – 0                                                                 | Honduras                                                              | Qual. Mondiali 2014                                                   | -                                                                     |                                                                       |
| 17-10-2012                                                            | L'Avana                                                               | Cuba                                                                  | 1 – 1                                                                 | Panama                                                                | Qual. Mondiali 2014                                                   | -                                                                     |                                                                       |
| 11-1-2013                                                             | Panama                                                                | Panama                                                                | 3 – 0                                                                 | Guatemala                                                             | Amichevole                                                            | -                                                                     | 55’                                                                   |
| 13-1-2013                                                             | Panama                                                                | Panama                                                                | 2 – 0                                                                 | Guatemala                                                             | Amichevole                                                            | -                                                                     | 76’                                                                   |
| 20-1-2013                                                             | San José                                                              | Panama                                                                | 0 – 0                                                                 | El Salvador                                                           | Coppa delle nazioni UNCAF 2013                                        | -                                                                     | 27’                                                                   |
| 22-1-2013                                                             | San José                                                              | Panama                                                                | 1 – 1                                                                 | Honduras                                                              | Coppa delle nazioni UNCAF 2013                                        | -                                                                     |                                                                       |
| 25-1-2013                                                             | San José                                                              | Panama                                                                | 3 – 1                                                                 | Guatemala                                                             | Coppa delle nazioni UNCAF 2013                                        | -                                                                     |                                                                       |
| 7-2-2013                                                              | Panama                                                                | Panama                                                                | 2 – 2                                                                 | Costa Rica                                                            | Qual. Mondiali 2014                                                   | 1                                                                     |                                                                       |
| 23-3-2013                                                             | Kingston                                                              | Giamaica                                                              | 1 – 1                                                                 | Panama                                                                | Amichevole                                                            | -                                                                     |                                                                       |
| 27-3-2013                                                             | Panama                                                                | Panama                                                                | 2 – 0                                                                 | Honduras                                                              | Qual. Mondiali 2014                                                   | -                                                                     |                                                                       |
| 7-6-2013                                                              | Panama                                                                | Panama                                                                | 0 – 0                                                                 | Messico                                                               | Qual. Mondiali 2014                                                   | -                                                                     | 89’                                                                   |
| 11-6-2013                                                             | Seattle                                                               | Stati Uniti                                                           | 2 – 0                                                                 | Panama                                                                | Qual. Mondiali 2014                                                   | -                                                                     |                                                                       |
| 18-6-2013                                                             | San José                                                              | Costa Rica                                                            | 2 – 0                                                                 | Panama                                                                | Qual. Mondiali 2014                                                   | -                                                                     |                                                                       |
| 7-7-2013                                                              | Pasadena                                                              | Panama                                                                | 2 – 1                                                                 | Messico                                                               | Gold Cup 2013 - 1º Turno                                              | -                                                                     |                                                                       |
| 11-7-2013                                                             | Seattle                                                               | Panama                                                                | 1 – 0                                                                 | Martinica                                                             | Gold Cup 2013 - 1º Turno                                              | -                                                                     |                                                                       |
| 20-7-2013                                                             | Atlanta                                                               | Panama                                                                | 6 – 1                                                                 | Cuba                                                                  | Gold Cup 2013 - Quarti di finale                                      | -                                                                     |                                                                       |
| 24-7-2013                                                             | Arlington                                                             | Panama                                                                | 2 – 1                                                                 | Messico                                                               | Gold Cup 2013 - Semifinale                                            | 1                                                                     |                                                                       |
| 28-7-2013                                                             | Chicago                                                               | Stati Uniti                                                           | 1 – 0                                                                 | Panama                                                                | Gold Cup 2013 - Finale                                                | -                                                                     |                                                                       |
| 7-9-2013                                                              | Panama                                                                | Panama                                                                | 0 – 0                                                                 | Giamaica                                                              | Qual. Mondiali 2014                                                   | -                                                                     | 56’                                                                   |
| 11-10-2013                                                            | Città del Messico                                                     | Messico                                                               | 2 – 1                                                                 | Panama                                                                | Qual. Mondiali 2014                                                   | -                                                                     |                                                                       |
| 16-10-2013                                                            | Panama                                                                | Panama                                                                | 2 – 3                                                                 | Stati Uniti                                                           | Qual. Mondiali 2014                                                   | -                                                                     |                                                                       |
| 1-6-2014                                                              | Bridgeview                                                            | Panama                                                                | 1 – 1                                                                 | Serbia                                                                | Amichevole                                                            | -                                                                     | 19’                                                                   |
| 3-6-2014                                                              | Goiânia                                                               | Brasile                                                               | 4 – 0                                                                 | Panama                                                                | Amichevole                                                            | -                                                                     | 59’                                                                   |
| 7-9-2014                                                              | Dallas                                                                | Costa Rica                                                            | 2 – 2                                                                 | Panama                                                                | Coppa centroamericana 2014 - 1º turno                                 | -                                                                     | 85’                                                                   |
| 11-9-2014                                                             | Houston                                                               | Nicaragua                                                             | 0 – 2                                                                 | Panama                                                                | Coppa centroamericana 2014 - 1º turno                                 | 1                                                                     |                                                                       |
| 14-9-2014                                                             | Los Angeles                                                           | El Salvador                                                           | 0 – 1                                                                 | Panama                                                                | Coppa centroamericana 2014 - Finale 3º posto                          | 1                                                                     |                                                                       |
| 12-10-2014                                                            | Santiago de Querétaro                                                 | Messico                                                               | 1 – 0                                                                 | Panama                                                                | Amichevole                                                            | -                                                                     | 75’                                                                   |
| 15-11-2014                                                            | San Salvador                                                          | El Salvador                                                           | 1 – 3                                                                 | Panama                                                                | Amichevole                                                            | -                                                                     |                                                                       |
| 19-11-2014                                                            | Panama                                                                | Panama                                                                | 0 – 0                                                                 | Canada                                                                | Amichevole                                                            | -                                                                     | Cap.                                                                  |
| 27-3-2015                                                             | Port of Spain                                                         | Trinidad e Tobago                                                     | 0 – 1                                                                 | Panama                                                                | Amichevole                                                            | 1                                                                     |                                                                       |
| 1-4-2015                                                              | Panama                                                                | Panama                                                                | 2 – 1                                                                 | Costa Rica                                                            | Amichevole                                                            | -                                                                     | Cap.                                                                  |
| 4-6-2015                                                              | Panama                                                                | Panama                                                                | 1 – 1                                                                 | Ecuador                                                               | Amichevole                                                            | 1                                                                     | Cap. 79’                                                              |
| 6-6-2015                                                              | Guayaquil                                                             | Ecuador                                                               | 4 – 0                                                                 | Panama                                                                | Amichevole                                                            | -                                                                     | Cap. 46’                                                              |
| 8-7-2015                                                              | Frisco                                                                | Panama                                                                | 1 – 1                                                                 | Haiti                                                                 | Gold Cup 2015 - 1º turno                                              | -                                                                     | Cap.                                                                  |
| 11-7-2015                                                             | Foxborough                                                            | Honduras                                                              | 1 – 1                                                                 | Panama                                                                | Gold Cup 2015 - 1º turno                                              | -                                                                     | Cap.                                                                  |
| 13-7-2015                                                             | Kansas City                                                           | Stati Uniti                                                           | 1 – 1                                                                 | Panama                                                                | Gold Cup 2015 - 1º turno                                              | -                                                                     | Cap.                                                                  |
| 19-7-2015                                                             | East Rutherford                                                       | Trinidad e Tobago                                                     | 1 – 1 dts (5 – 6 dtr)                                                 | Panama                                                                | Gold Cup 2015 - Quarti di finale                                      | -                                                                     | Cap.                                                                  |
| 23-7-2015                                                             | Atlanta                                                               | Panama                                                                | 1 – 2 dts                                                             | Messico                                                               | Gold Cup 2015 - Semifinale                                            | 1                                                                     | Cap. 105’                                                             |
| 25-7-2015                                                             | Chester                                                               | Stati Uniti                                                           | 1 – 1 dts (2 – 3 dtr)                                                 | Panama                                                                | Gold Cup 2015 - Finale 3º posto                                       | -                                                                     | Cap. 115’                                                             |
| 4-9-2015                                                              | Panama                                                                | Panama                                                                | 0 – 1                                                                 | Uruguay                                                               | Amichevole                                                            | -                                                                     | Cap. 45+1’                                                            |
| 8-9-2015                                                              | Mérida                                                                | Venezuela                                                             | 1 – 1                                                                 | Panama                                                                | Amichevole                                                            | -                                                                     | Cap.                                                                  |
| 3-9-2016                                                              | Panama                                                                | Panama                                                                | 2 – 0                                                                 | Giamaica                                                              | Qual. Mondiali 2018                                                   | -                                                                     | 60’                                                                   |
| 15-11-2016                                                            | Panama                                                                | Panama                                                                | 0 – 0                                                                 | Messico                                                               | Qual. Mondiali 2018                                                   | -                                                                     |                                                                       |
| 25-3-2017                                                             | Port of Spain                                                         | Trinidad e Tobago                                                     | 1 – 0                                                                 | Panama                                                                | Qual. Mondiali 2018                                                   | -                                                                     |                                                                       |
| 29-3-2017                                                             | Panama                                                                | Panama                                                                | 1 – 1                                                                 | Stati Uniti                                                           | Qual. Mondiali 2018                                                   | -                                                                     |                                                                       |
| 9-6-2017                                                              | San José                                                              | Costa Rica                                                            | 0 – 0                                                                 | Panama                                                                | Qual. Mondiali 2018                                                   | -                                                                     | Cap.                                                                  |
| 14-6-2017                                                             | Panama                                                                | Panama                                                                | 2 – 2                                                                 | Honduras                                                              | Qual. Mondiali 2018                                                   | 1                                                                     | Cap. 7’                                                               |
| 6-9-2017                                                              | Panama                                                                | Panama                                                                | 3 – 0                                                                 | Trinidad e Tobago                                                     | Qual. Mondiali 2018                                                   | -                                                                     | Cap. 80’                                                              |
| 6-10-2017                                                             | Orlando                                                               | Stati Uniti                                                           | 4 – 0                                                                 | Panama                                                                | Qual. Mondiali 2018                                                   | -                                                                     |                                                                       |
| 10-10-2017                                                            | Panama                                                                | Panama                                                                | 2 – 1                                                                 | Costa Rica                                                            | Qual. Mondiali 2018                                                   | 1                                                                     | 90’                                                                   |
| 27-3-2018                                                             | Basilea                                                               | Svizzera                                                              | 6 – 0                                                                 | Panama                                                                | Amichevole                                                            | -                                                                     | Cap.                                                                  |
| 30-5-2018                                                             | Panama                                                                | Panama                                                                | 0 – 0                                                                 | Irlanda del Nord                                                      | Amichevole                                                            | -                                                                     | 76’                                                                   |
| 6-6-2018                                                              | Oslo                                                                  | Norvegia                                                              | 1 – 0                                                                 | Panama                                                                | Amichevole                                                            | -                                                                     | Cap. 58’                                                              |
| 18-6-2018                                                             | Soči                                                                  | Belgio                                                                | 3 – 0                                                                 | Panama                                                                | Mondiali 2018 - 1º turno                                              | -                                                                     | Cap.                                                                  |
| 24-6-2018                                                             | Nižnij Novgorod                                                       | Inghilterra                                                           | 6 – 1                                                                 | Panama                                                                | Mondiali 2018 - 1º turno                                              | -                                                                     | Cap.                                                                  |
| 28-6-2018                                                             | Saransk                                                               | Panama                                                                | 1 – 2                                                                 | Tunisia                                                               | Mondiali 2018 - 1º turno                                              | -                                                                     | Cap. 56’                                                              |
| 11-9-2018                                                             | Panama                                                                | Panama                                                                | 0 – 2                                                                 | Venezuela                                                             | Amichevole                                                            | -                                                                     | Cap.                                                                  |
| 7-6-2019                                                              | Montevideo                                                            | Uruguay                                                               | 3 – 0                                                                 | Panama                                                                | Amichevole                                                            | -                                                                     | Cap.                                                                  |
| 19-6-2019                                                             | Saint Paul                                                            | Panama                                                                | 2 – 0                                                                 | Trinidad e Tobago                                                     | Gold Cup 2019 - 1º turno                                              | -                                                                     | Cap.                                                                  |
| 22-6-2019                                                             | Cleveland                                                             | Guyana                                                                | 2 – 4                                                                 | Panama                                                                | Gold Cup 2019 - 1º turno                                              | -                                                                     | Cap.                                                                  |
| 30-6-2019                                                             | Filadelfia                                                            | Giamaica                                                              | 1 – 0                                                                 | Panama                                                                | Gold Cup 2019 - Quarti di finale                                      | -                                                                     | Cap.                                                                  |
| 16-10-2019                                                            | Città del Messico                                                     | Messico                                                               | 3 – 1                                                                 | Panama                                                                | CONCACAF Nations League 2019-2020 - 2º turno                          | -                                                                     | cap.                                                                  |
| 16-11-2019                                                            | Panama                                                                | Panama                                                                | 0 – 3                                                                 | Messico                                                               | CONCACAF Nations League 2019-2020 - 2º turno                          | -                                                                     | Cap. 40’                                                              |
| Totale                                                                |                                                                       | Presenze (7º posto)                                                   | 120                                                                   |                                                                       | Reti (11º posto)                                                      | 10                                                                    |                                                                       |

## Palmarès

### Club

#### Competizioni nazionali
- Copa Rommel Fernández: 1

Chepo FC: 2003
- Asociación Nacional Pro Fútbol: 2

San Francisco FC: 2005 Clausura, 2006 Apertura
- Copa Colombia: 1

La Equidad: 2008
- Categoría Primera A: 3

Junior: 2010 Apertura
Atlético Nacional: 2011 Apertura
Millonarios: 2012 Finalización
- Campionato MLS: 2

Seattle Sounders: 2016, 2019

### Nazionale
- Coppa centroamericana: 1

2009